# Élections sénatoriales de 2017 dans la Meuse
Les élections sénatoriales dans la Meuse ont lieu le dimanche 24 septembre 2017. Elles ont pour but d'élire les sénateurs représentant le département au Sénat pour un mandat de six années.

## Contexte départemental
Lors des élections sénatoriales de 2011 dans la Meuse, deux sénateurs ont été élus : Gérard Longuet (UMP) et Christian Namy (UMP).
Depuis, tous les effectifs du collège électoral des grands électeurs ont été renouvelés, avec les élections législatives  de 2017, les élections régionales de 2015, les élections départementales de 2015 et les élections municipales de 2014.

## Sénateurs sortants
| Sénateur | Sénateur       | Parti | Fonctions lors de l'élection en 2011 |
| -------- | -------------- | ----- | ------------------------------------ |
|          | Gérard Longuet | LR    | Ministre                             |
|          | Christian Namy | UDI   | Président du conseil général         |

## Présentation des candidats et des suppléants
Les nouveaux représentants sont élus pour une législature de 6 ans au suffrage universel indirect par les 882 grands électeurs du département. Dans la Meuse, les sénateurs sont élus au scrutin majoritaire à deux tours. Leur nombre reste inchangé, deux sénateurs sont à élire. Il y aura plusieurs candidats dans le département, chacun avec un suppléant.
| T/S | Candidats | Candidats                   | Parti | Principale fonction                |
| --- | --------- | --------------------------- | ----- | ---------------------------------- |
| T   |           | Jean-François Thomas        | PS    |                                    |
| S   |           | Marie-Claude Thil           | PS    |                                    |
| T   |           | Franck Menonville           | UDI   | Adjoint au maire de Stainville     |
| S   |           | Catherine Bertaux           | UDI   | Conseillère départementale         |
| T   |           | Christian Namy              | UDI   | Sénateur sortant                   |
| S   |           | Evelyne Fauquenot-Vuillaume | UDI   |                                    |
| T   |           | Jean-Philippe Renau         | DVD   |                                    |
| S   |           |                             | DVD   |                                    |
| T   |           | Gérard Longuet              | LR    | Sénateur sortant                   |
| S   |           |                             | LR    |                                    |
| T   |           | Claude Léonard              | LR    | Président du conseil départemental |
| S   |           |                             | LR    |                                    |
| T   |           | Corinne Kaufmann            | FN    |                                    |
| S   |           |                             | FN    |                                    |

## Résultats

### Lecoup de pokerdes candidats de LREM - MoDem - PR
Les résultats du premier tour n'étaient pas de bon augure pour les candidats de LREM - MoDem - PR. Christian Namy, alors sortant, et Franck Menonville, sont respectivement troisième et quatrième. La droite confortée, le ticket Namy-Menonville opte pour une stratégie détonante : Christian Namy annonce qu'il retire sa candidature, à 15 heures, une demi-heure avant le vote. Bouleversant l'échiquier de l'élection, ce geste de la part de Christian Namy reçoit les faveurs des électeurs, qui reporteront des voix supplémentaires à Franck Menonville : il passe de 273 à 400 voix entre les deux tours... devançant l'actuel Président du Conseil Départemental de la Meuse, Claude Léonard.
| Candidats                | Candidats                | Parti                    | Nuance                   | Premier tour | Premier tour | Second tour | Second tour |
| Candidats                | Candidats                | Parti                    | Nuance                   | Voix         | %            | Voix        | %           |
| ------------------------ | ------------------------ | ------------------------ | ------------------------ | ------------ | ------------ | ----------- | ----------- |
|                          | Gérard Longuet           | LR                       | LR                       | 401          | 47,79        | 440         | 52,69       |
| Claude Léonard           | LR                       | LR                       | 342                      | 40,76        | 375          | 44,91       |             |
|                          | Christian Namy           | UDI                      | DVD                      | 280          | 33,37        | Retrait     | Retrait     |
| Franck Menonville        | UDI                      | DVD                      | 273                      | 32,54        | 400          | 47,90       |             |
|                          | Jean-François Thomas     | PS                       | SOC                      | 123          | 14,66        | 121         | 14,49       |
|                          | Corinne Kaufmann         | FN                       | FN                       | 38           | 4,53         | 31          | 3,71        |
|                          | Jean-Philippe Renau      | SE                       | DVD                      | 8            | 0,95         | 10          | 1,20        |
|                          |                          |                          |                          |              |              |             |             |
| Suffrages exprimés       | Suffrages exprimés       | Suffrages exprimés       | Suffrages exprimés       | 839          | 97,22        | 835         | 97,21       |
| Votes blancs             | Votes blancs             | Votes blancs             | Votes blancs             | 19           | 2,20         | 22          | 2,56        |
| Votes nuls               | Votes nuls               | Votes nuls               | Votes nuls               | 5            | 0,58         | 2           | 0,23        |
| Total                    | Total                    | Total                    | Total                    | 863          | 100          | 859         | 100         |
| Abstention               | Abstention               | Abstention               | Abstention               | 17           | 1,93         | 21          | 2,39        |
| Inscrits / participation | Inscrits / participation | Inscrits / participation | Inscrits / participation | 880          | 98,07        | 880         | 97,61       |